# La Croix-sur-Gartempe
La Croix-sur-Gartempe település Franciaországban, Haute-Vienne megyében. Lakosainak száma 163 fő (2022. január 1.). La Croix-sur-Gartempe Saint-Sornin-la-Marche, Peyrat-de-Bellac, Saint-Bonnet-de-Bellac és Saint-Ouen-sur-Gartempe községekkel határos.

## Népesség
A település népességének változása:
| Lakosok száma | 188  | 189  | 191  | 188  | 184  | 180  | 174  | 169  | 163  |
|               | 2013 | 2015 | 2016 | 2017 | 2018 | 2019 | 2020 | 2021 | 2022 |